# Pfarrkirche St. Veit am Vogau

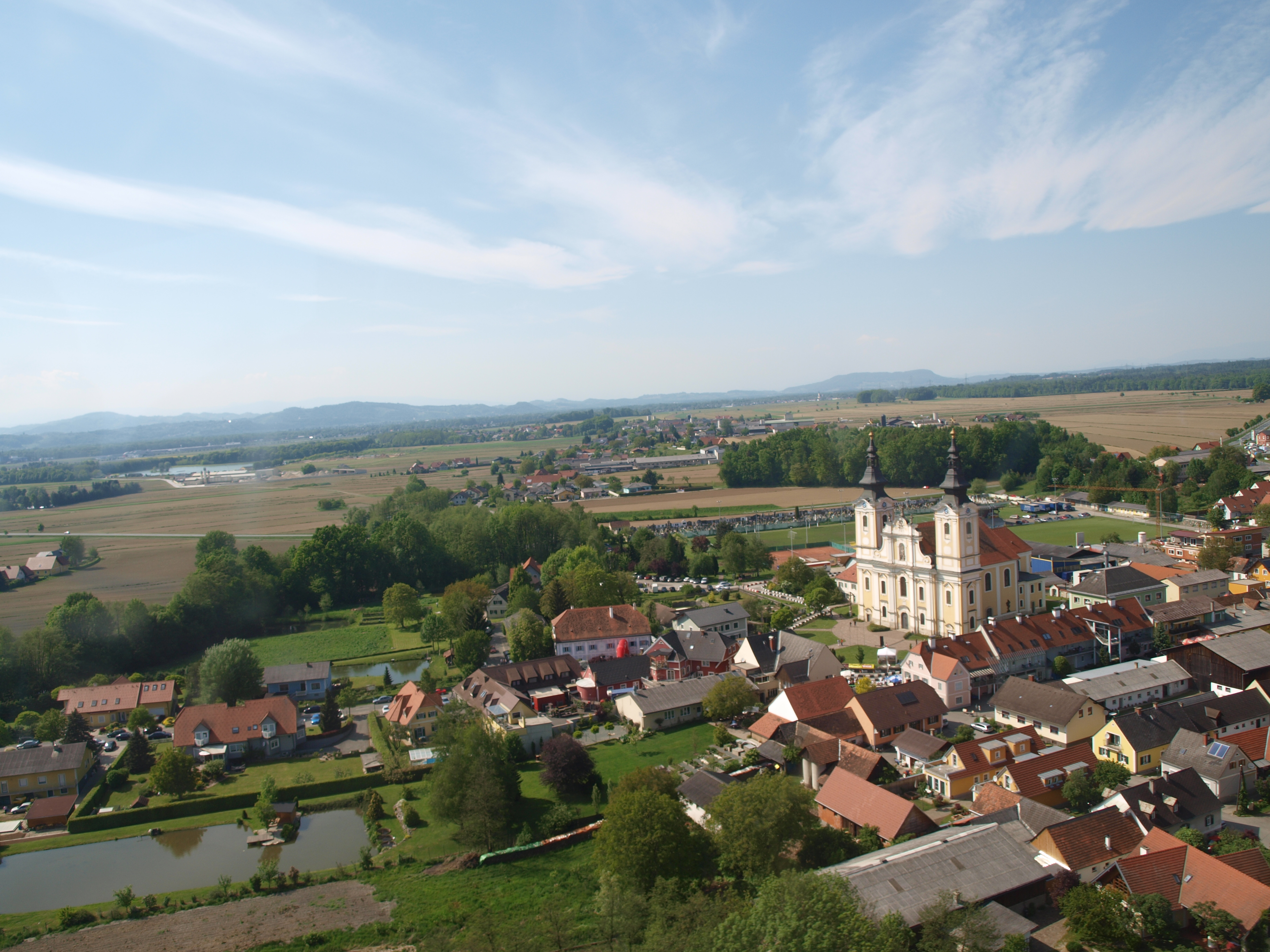
Katholische Pfarrkirche hl. Veit in St. Veit am Vogau

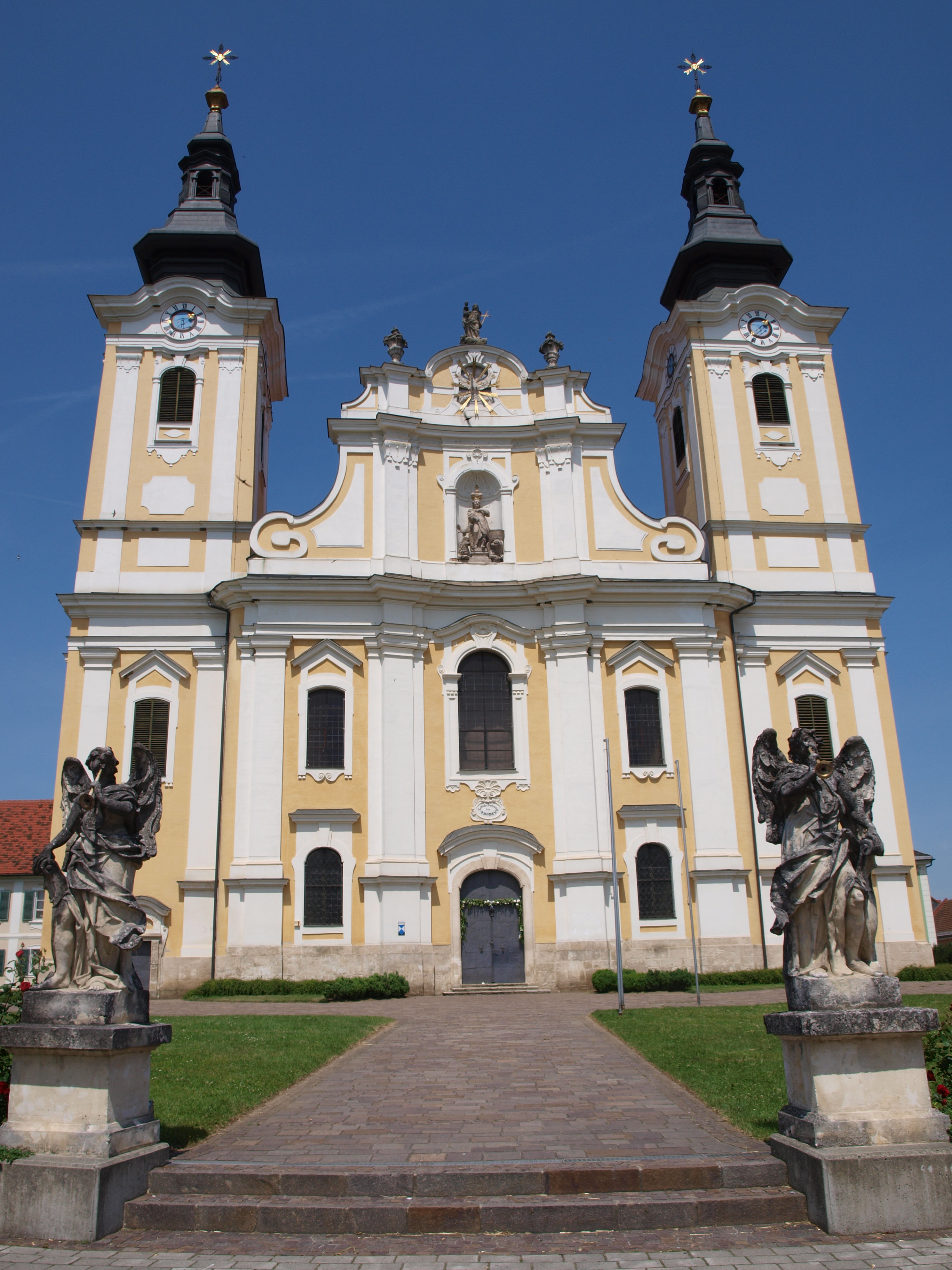
Südliche Hauptfront

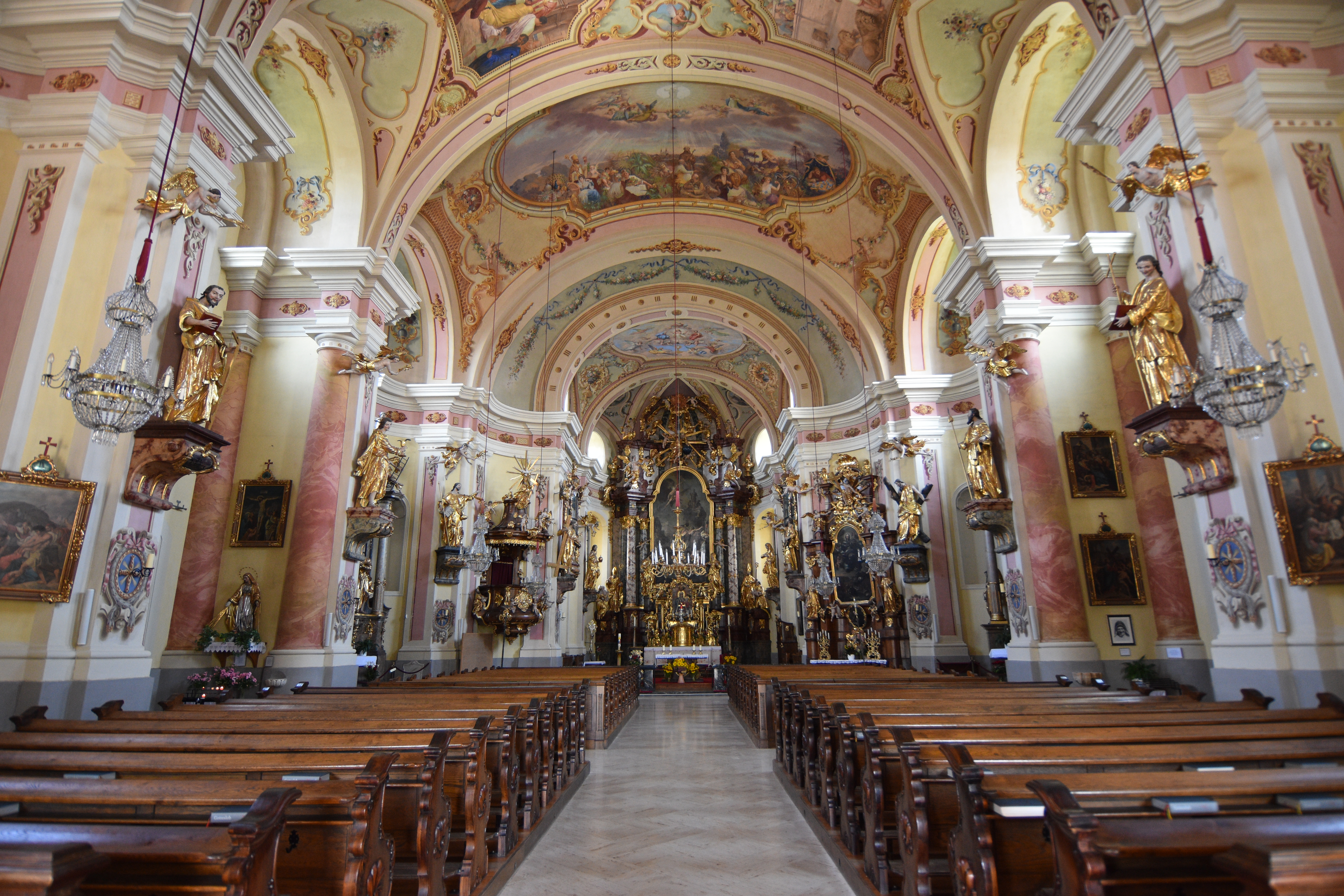
Langhaus, Blick zum Chor

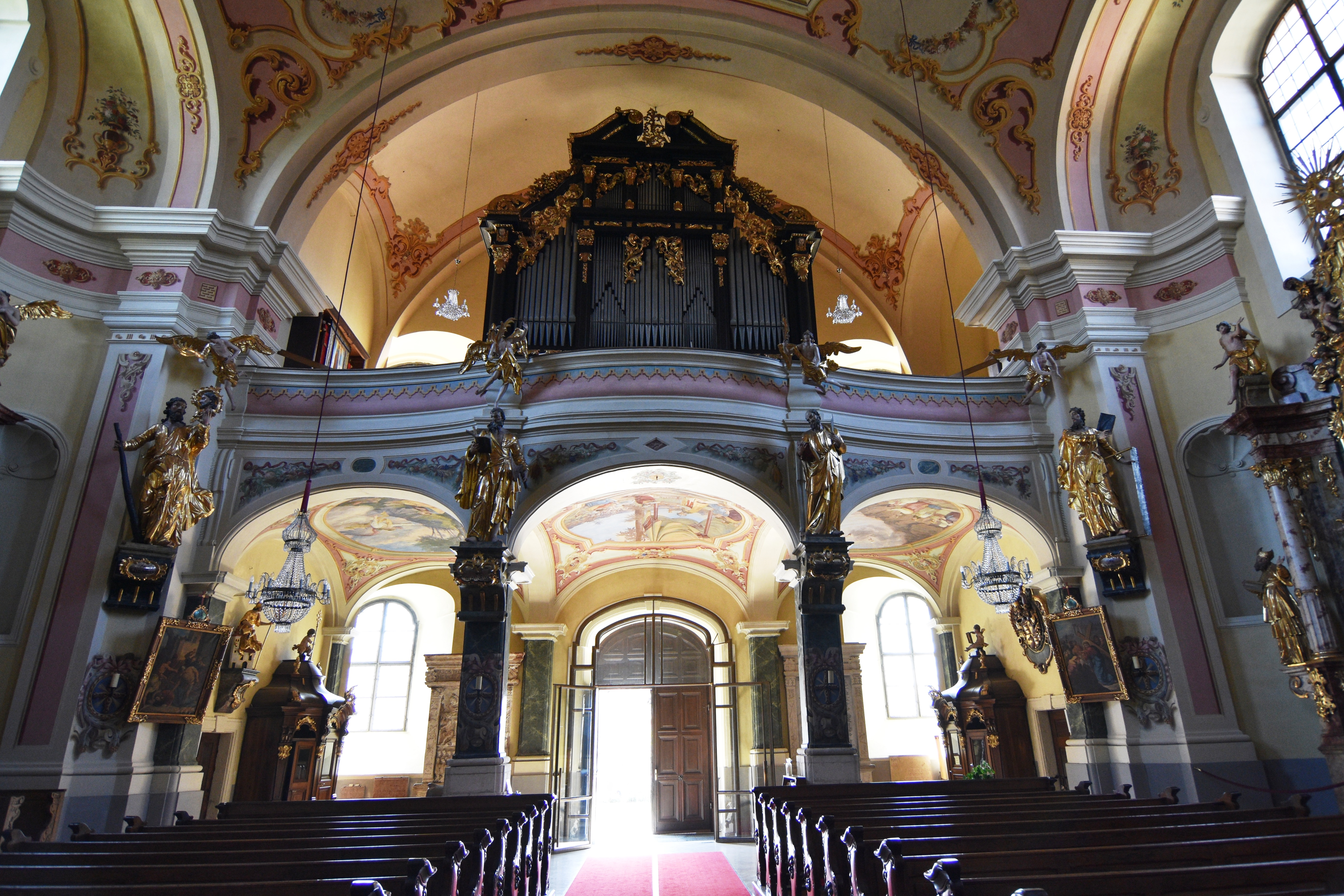
Langhaus, Blick zur Orgelempore

Die römisch-katholische Pfarrkirche St. Veit am Vogau steht in der Ortschaft Sankt Veit am Vogau in der Marktgemeinde Sankt Veit in der Südsteiermark im Bezirk Leibnitz. Schutzpatron der zum Dekanat Region Südweststeiermark (Dekanat Leibnitz) in der Diözese Graz-Seckau gehörenden Kirche ist der hl. Veit. Sie steht unter Denkmalschutz (Listeneintrag).

## Geschichte
Urkundlich wurde 1202 eine Kirche genannt. Von der Vorgängerkirche ist der Unterteil des Westturmes erhalten. Der nach Norden gerichtete Kirchenneubau von 1748 bis 1768 nach den Plänen von Josef Hueber ist die größte spätbarocke Kirche der südöstlichen Steiermark. Die Kirche wurde 1968/1970 innen und 2024 außen restauriert.
Die Gründung der Pfarre fiel mit der Christianisierung durch die Erzdiözese Salzburg Ende des 10. Jahrhunderts zusammen und ging 1342 an das Bistum Seckau. In der zweiten Hälfte des 12. Jahrhunderts wird ein Pfarrer Leutold zu Vogan genannt. Die Seelsorger hatten mehrfach den Rang eines Erzpriesters für Teile der Steiermark inne, Luitpold wurde 1283 Bischof von Seckau und zugleich für kurze Zeit Landeshauptmann. Auch später, als der Pfarrbereich vermindert war, behielt St. Veit als Wallfahrtsort seine überregionale Bedeutung.

## Architektur
Die breit angelegte Hauptfront mit zwei Flankentürmen zeigt sich mit einer verhaltenen Mauerbewegung; der vorgezogene Mittelteil mit einem aufgesetzten Volutengiebel wirkt leicht nach innen gedrückt. Die Fassaden haben eine einheitliche Gliederung mit Riesenpilastern und einem Hauptgesims, die Mitte ist durch Statuennischen akzentuiert. Die quadratischen Türme tragen gegliederte Zwiebelhauben. Außen in den Giebelnischen steht die Steinfigur hl. Veit und darüber die Figur des Glaubens.
Das Langhaus hat im Innern dreijochiges Platzlgewölbe, dessen Rhythmus sich aus der Verkleinerung des mittleren gegenüber den beiden anderen Jochen ergibt. Die Gewölbe und Gurten ruhen auf kräftigen vorgezogenen Wandpfeilern mit Pilastern und einem umlaufenden Kranzgesims. Im ersten und dritten Joch bilden sich rundlich verschliffene Altarnischen, im Mitteljoch gibt es vorgelegte Halbsäulen und Seiteneingänge. Der ausgerundete Fronbogen leitet zum eingezogenen einjochigen Chor mit einem Halbkreisschluss, seitlich befinden sich symmetrisch angeordnete Sakristei- und Emporenräume. Das eingezogene Eingangsjoch beinhaltet eine dreiachsige geschwungene Orgelempore auf Pfeilern.
Die neue Freskenausstattung schuf Felix Barazutti aus Friaul 1914/1921 mit einem aktualisierten Programm in neobarocken Formen, im Chor Verherrlichung des Altarsakraments, Christus im Altarsakrament stärkt die durch Sünden leidende Menschheit, Marter des hl. Veit, Trost durch die Heilige Kommunion, Christus inspiriert Papst Pius X. zum Dekret über das Altarsakrament, unter dem Orgelchor alttestamentarische Szenen.

## Einrichtung
Die spätbarocke Einrichtung enthält zum Großteil qualitätvolle Frühwerke von Veit Königer.
Der Hochaltar von 1756 trägt teils Figuren von Josef Schokotnigg und zeigt das Hochaltarbild Martyrium des hl. Veit von Franz Xaver Palko 1752. Am Tabernakel befindet sich eine barocke Kopie des Gnadenbildes einer Mariendarstellung in der Cappella Paolina von Santa Maria Maggiore in Rom.
Der Annaaltar zeigt das Bild Hl. Anna von Anton Jantl 1789. Der Kreuzaltar, Oswaldaltar, die Kanzel, die Figuren der zwölf Apostel sowie Christus und Maria entstammen alle Veit Königer und seiner Werkstatt von 1756 bis 1770. Der Johannes-Nepomuk-Altar entstand aus schwächerer Hand, das Altarbild hl. Johannes Nepomuk wurde dem Krainer Maler Valentin Menzinger zugeschrieben. Den Altar Schmerzhafte Maria schuf der Bildhauer Peter Neuböck 1882.
Die Bilder Letztes Abendmahl 1785 und Heilige Familie 1787 malte Anton Jantl.
Die Orgel aus dem letzten Viertel des 17. Jahrhunderts entspricht stilistisch den Werken der Orgelbauer Egedacher aus Passau. Ursprünglich wurde die Orgel für die Stiftskirche St. Lambrecht gebaut und wurde über dem Umweg der Basilika Mariazell im Jahr 1753 erworben.
Eine Glocke nennt Franz A. Weier 1729.

## Grabdenkmäler
- Zwei spätgotische Grabsteine aus Rotmarmor 1466 und 1480.
- Aus der alten Kirche, unter der Empore, Epitaph zu Caspar von Khienburg gestorben 1570, der Verstorbene kniet in voller Rüstung vor dem Auferstandenen, von seinen beiden Frauen und ihren achtzehn Kindern umgeben.[1]
- Barocke Grabsteine 1764 und 1770.